# Salim Fago Lawal
Salim Fago Lawal, né le 15 janvier 2003 à Lagos au Nigeria, est un footballeur nigérian jouant au poste d'avant-centre au NK Istra 1961.

## Biographie

### En club
Né à Lagos au Nigeria, Salim Fago Lawal est formé par l'académie du Mavlon FC dans son pays natal. En août 2023, il rejoint la Croatie pour s'engager avec le NK Istra 1961. 
Il joue son premier match en professionnel avec ce club, le 6 août 2023, lors d'une rencontre de championnat face au HNK Rijeka. Il entre en jeu à la place de Dario Maresic lors de ce match perdu par son équipe (6-0 score final). 
Lawal marque son premier but en professionnel le 26 avril 2024, à l'occasion d'un match de championnat face au NK Slaven Belupo, contribuant à la victoire des siens (3-0 score final). Il est de nouveau buteur lors de la journée suivante, le 3 mai 2024 en ouvrant le score en championnat face au NK Rudeš (victoire 1-3 d'Istra),.
Lawal est repéré par plusieurs clubs européens, le KV Malines faisant notamment une offre pour acquérir le joueur à la fin du mercato d'été 2024. Offre refusée par le club croate.

### En sélection
En mai 2023, Salim Fago Lawal est convoqué avec l'équipe du Nigeria des moins de 20 ans afin de participer à la Coupe du monde des moins de 20 ans en 2023. Titulaire, il joue cinq matchs et marque un but lors de ce tournoi. Son équipe se hisse jusqu'en quarts de finale, éliminée par la Corée du Sud (1-0 après prolongations.